# Transatlantic Records
Transatlantic Records var et uafhængigt britisk pladeselskab stiftet i 1961.
I begyndelsen beskæftigede pladeselskabet sig primært med amerikansk folkemusik, blues og jazz. Efter nogle år begyndte de at skrive kontrakter med britiske kunstnere.
Selskabet blev grundlagt af briten Nat Joseph. I 1975 solgte Joseph 75% af sin andel af firmaet til Sidney Bernstein's Granada Group og firmaet blev en del af Granada. To år senere solgte Granada sin andel videre til Marshall Cavendish, hvilket også krævede de sidste 25% som Joseph ejede. Herefter skiftede selskabet navn til Logo Records. I 1990'erne blev Logo Records og Transatlantic's katalog solgt til Castle Communications (som nu hedder Sanctuary Records).

## Kunstnere
- Billy Connolly
- Ralph McTell
- The Dubliners
- The Fugs
- Finbar Furey